# Commanderie de Bonlieu
La commanderie de Bonlieu est située en région Champagne-Ardenne dans le département de l'Aube à 27 km à l'est de Troyes et à 4 km de Piney.

## Possessions
Le noble champenois, André de Rosson, est reçu dans l'ordre du Temple vers 1220. Il donne alors aux Templiers de Bonlieu toutes ses terres à Rosson et Aillefol. En 1230, un autre seigneur local fait don aux Templiers de ses terres dans les mêmes villages. Huit ans plus tard, le comte de Brienne, Gautier IV de Brienne, époux de Marie de Lusignan, installé en Orient, vend au maître de l'Ordre, Armand de Périgord, pour les Templiers de Bonlieu, mille arpents de sa forêt de Beteiz. Riches de ces bois, les templiers défrichent et créent des bâtiments. En 1260, les Templiers de Bonlieu étendent encore leur domaine en achetant 600 arpents de bois à Gui de Milly. Ainsi, en 23 ans, ils ont pu acquérir 4 500 arpents, ce qui représente 2 700 hectares en bois, près et terres labourées. (L'arpent de Troyes équivaut à 0,6 hectare.)

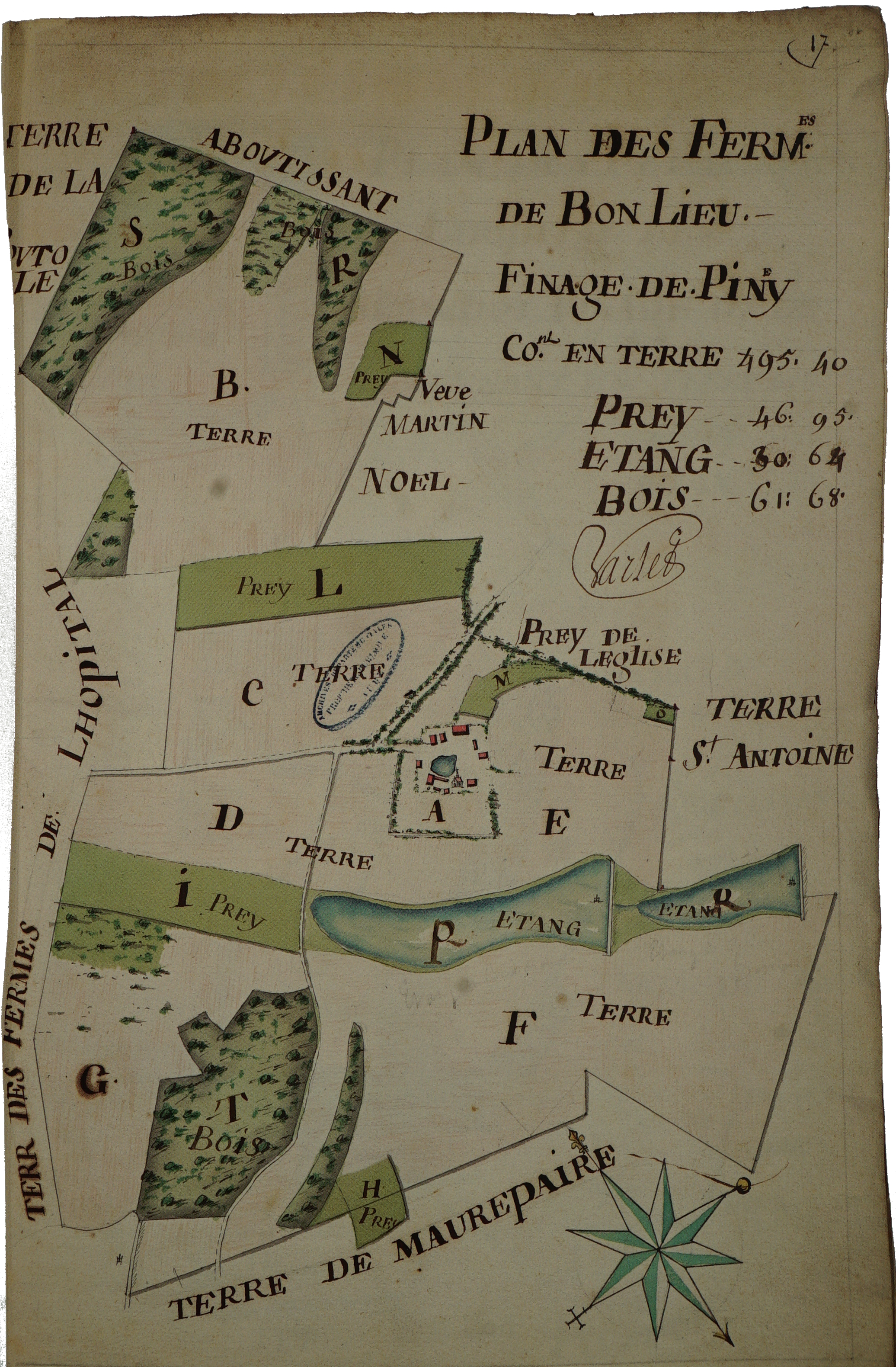
Bonlieu
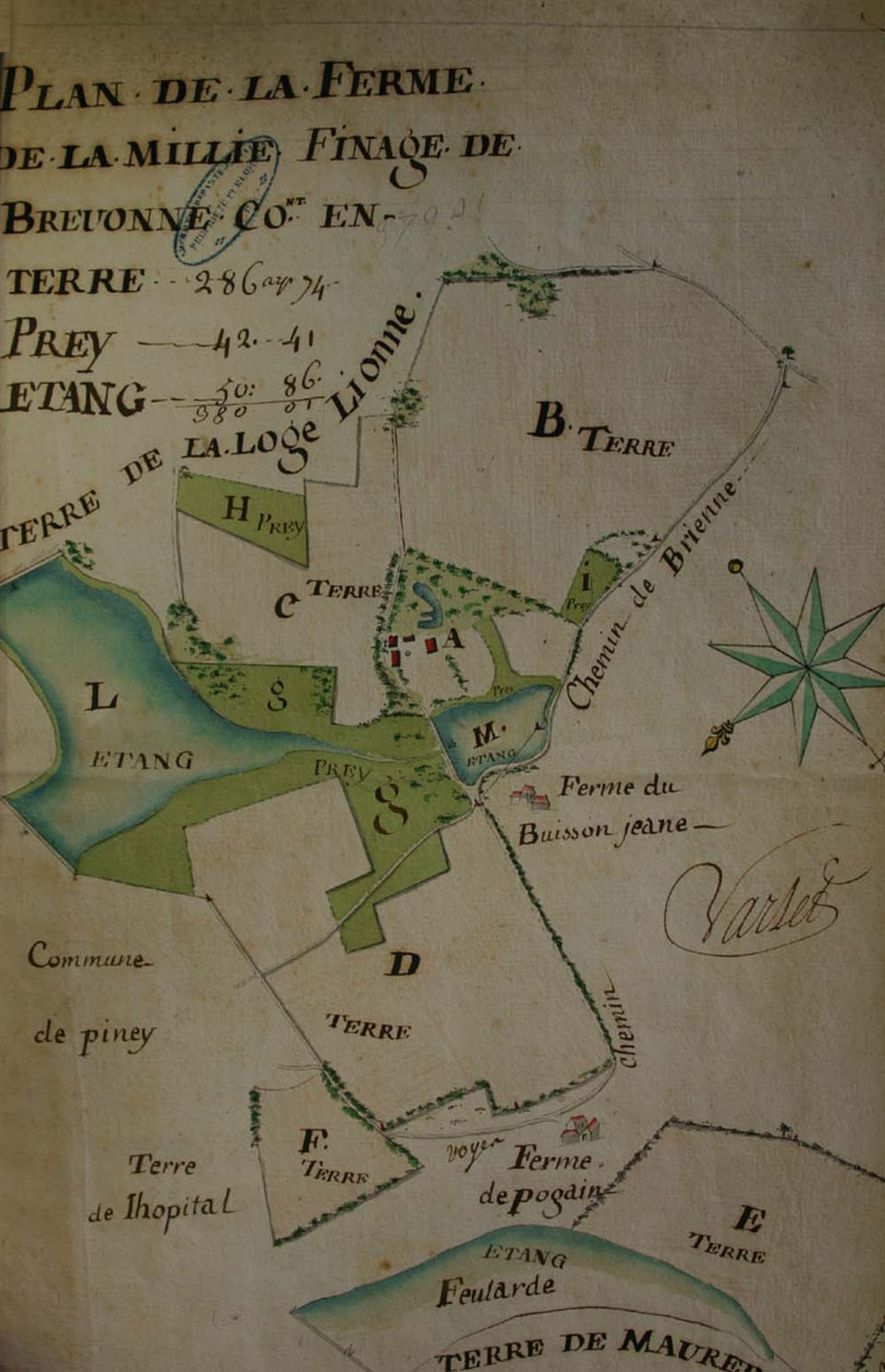
Ferme de la Millie et
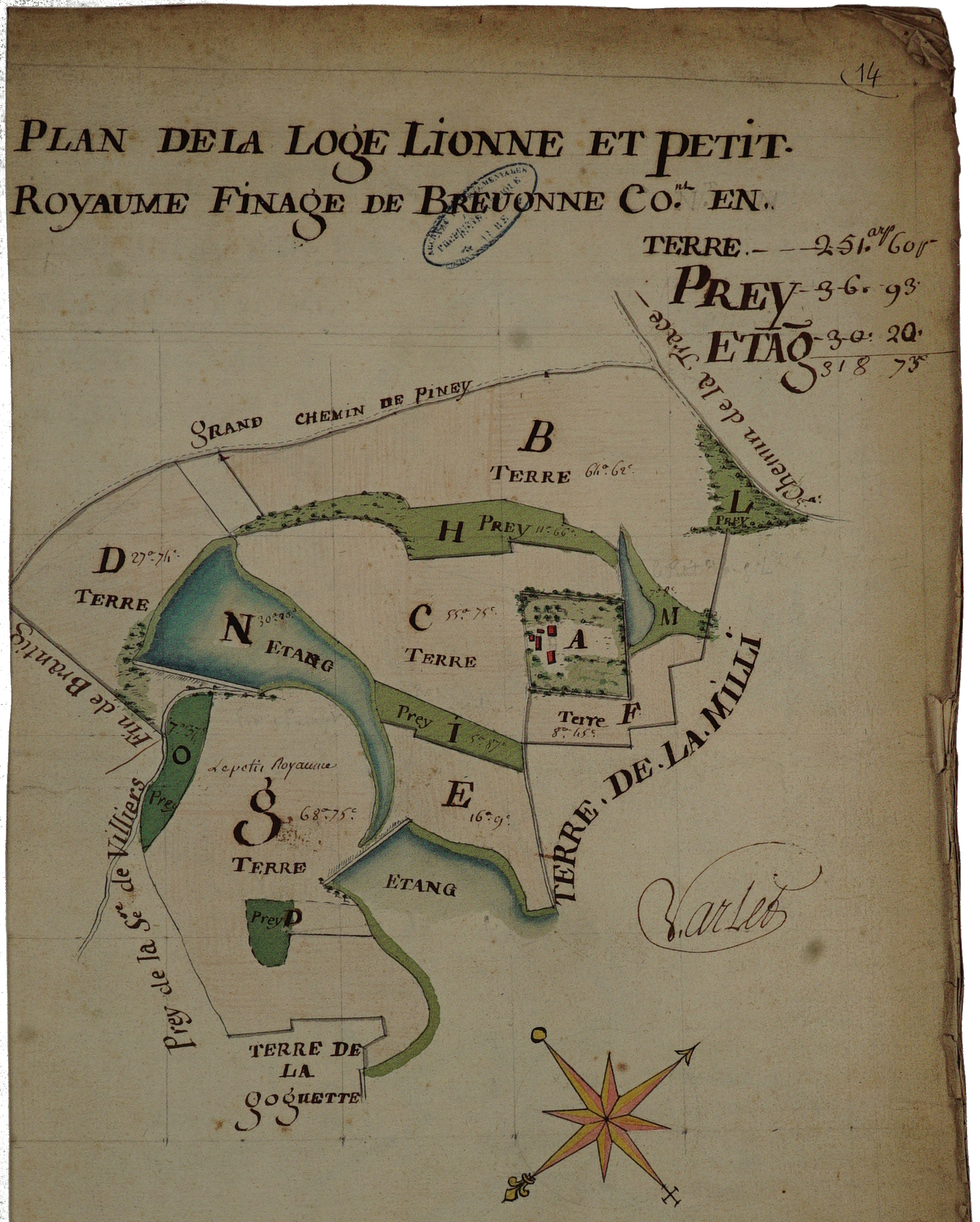
Loge-Lionne, A.D. de l'Aube.

Diverses fermes et maison du Temple sont créées après 1255 pour exploiter la forêt et les étangs du domaine :
- la commanderie de la Loge-Bazin (ou Logia Basini) : maison secondaire de la commanderie de Bonlieu, édifiée après 1255 pour gérer la forêt du Temple, située à proximité du hameau de la Ville-aux-Bois-lès-Vendeuvre[1]
- les fermes de Maurepaire (commune de Piney),
- de Rosson (commune de Doches),
- de La Milly,
- de la Loge-Lionne initialement désignée Loge-d'Orient (commune de Brévonnes). Elle fut achetée par les Templiers en 1294 à Léon de Méry. Pierre Picard en était le frère sergent au moment de l'arrestation,
- de La Picarde (commune de Géraudot)[2].

Lors de la dévolution des biens de l'ordre du Temple, la commanderie reviendra aux Hospitaliers de l'ordre de Saint-Jean de Jérusalem.

## Sources
- Eugène Mannier, Ordre de Malte : Les commanderies du grand-prieuré de France d'après les documents inédits conservés aux Archives nationales à Paris, Aubry & Dumoulin, 1872, 808 p. (lire en ligne)